# Thysanostigma siamense
Thysanostigma siamense är en akantusväxtart som beskrevs av Imlay. Thysanostigma siamense ingår i släktet Thysanostigma och familjen akantusväxter. Inga underarter finns listade i Catalogue of Life.